# Список номинантов и лауреатов премии «Золотая маска» 2008 года
«Золотая маска» — российская национальная театральная премия и фестиваль. «Золотая маска» была учреждена Союзом театральных деятелей России (СТД РФ) в 1993 году (в некоторых источниках назван 1994 год) по инициативе народного артиста СССР М. А. Ульянова (председатель СТД РФ в 1986—1996 годах) и при участии его заместителя В. Г. Урина и драматурга В. В. Павлова.

## О премии
Премия присуждается на конкурсной основе один раз в год по итогам прошедшего театрального сезона за творческие достижения в области театрального искусства, вручается спектаклям всех жанров театрального искусства: драма, опера, балет, оперетта и мюзикл, кукольный театр.
Для определения соискателей премии «Золотая маска» создаётся экспертный совет из числа ведущих театральных критиков, специалистов союза театральных деятелей и его региональных организаций. Состав экспертного совета и его председатель утверждаются секретариатом СТД РФ. Для определения победителей — лауреатов из состава номинантов (тайным голосованием по результатам фестиваля) создаётся два профессиональных жюри — одно для спектаклей театра драмы и театров кукол и второе для спектаклей оперы, оперетты / мюзикла и балета. В состав жюри не могут входить создатели и исполнители спектаклей, участвующих в фестивале, а также члены экспертного совета.

## Лауреаты и события фестиваля «Золотая маска» 2008 года
В Москве 14-й фестиваль «Золотая маска» прошёл с 27 марта по 15 апреля 2008 года. В этом году были введены четыре новых номинации из претендентов на звание «лучший спектакль музыкальных театров» — «лучшая работа композитора», «лучшая работа художника по костюмам», «лучшая работа художника по костюмам» и «лучшая работа дирижёра» (балет). Конкурс «новация» сменил название на «эксперимент». Экспертный совет отсмотрел 150 спектаклей. На конкурс было номинировано 15 спектаклей драмы, 11 опер, 9 балетов.
В рамках проекта «Легендарные спектакли XX века» в марте в Малом театре был показан спектакль «Арлекин, слуга двух господ» «Piccolo Teatro di Milano» (Италия). Проект «Премьеры Мариинского театра в Москве» продемонстрировал оперы «Электра» Р. Штрауса и «Енуфа» Л. Яначека, а также «Вечер одноактных балетов». «Премьеры Александринского театра в Москве» с 29 марта по 12 апреля показали спектакли «Живой труп», «Иваны», «Чайка», «Двойник», «Женитьба». С 3 по 8 апреля 2008 года состоялась программа «Russian Case», над афишой которой работала театральный критик Марина Давыдова.
В апреле 2008 года в рамках Фестиваля «Золотая Маска» в Центральном доме художника прошёл «PRO-Театр» — выставка, которая собрала более 90 участников (театры, проекты и фестивали из России и стран СНГ, а также российские и зарубежные фестивали, компании, работающие на рынке театральной инфраструктуры). В рамках «PRO-Театр-2008» были проведены семинары, круглые столы, мастер-классы.

### Номинанты премии «Золотая маска» 2008 года
Председателем экспертного совета драматического театра и театра кукол стала театральный критик Ирина Холмогорова. В состав экспертного совета вошли: Ольга Глазунова (заведующая Кабинетом театров для детей и театров кукол СТД РФ), Дина Годер (театральный критик), Екатерина Дмитриевская (театральный критик), Олег Лоевский (директор всероссийского фестиваля «Реальный театр»), Елена Маркова (театральный критик), Кристина Матвиенко (театральный критик), Алла Шендерова (театральный критик).
Председателем экспертного совета музыкального театра стала оперный критик Елена Третьякова. В состав экспертного совета вошли: Лариса Барыкина (музыковед, театральный критик), Екатерина Бирюкова (музыкальный критик), Анна Галайда (балетный критик), Наталия Звенигородская (балетный критик), Татьяна Кузовлева (историк балета, критик), Ирина Муравьева (музыкальный критик), Сергей Ходнев (музыкальный критик).
Таблица номинантов составлена на основании официального опубликованного списка, с группировкой по спектаклям. В таблице объединены в одну колонку номинации «лучшая женская роль» и «лучшая мужская роль».
Легенда:
  — Спектакль номинирован в номинации «Лучший спектакль»

«–» — Этот аспект спектакля не номинирован
| Конкурс спектаклей драматического театра (спектакль большой формы)                           | Конкурс спектаклей драматического театра (спектакль большой формы) | Конкурс спектаклей драматического театра (спектакль большой формы) | Конкурс спектаклей драматического театра (спектакль большой формы)                                                               | Конкурс спектаклей драматического театра (спектакль большой формы) |
| -------------------------------------------------------------------------------------------- | ------------------------------------------------------------------ | ------------------------------------------------------------------ | --- | ------------------------------------------------------------------ |
|                                                                                              |                                                                    |                                                                    | |                                                                    |
| Спектакль/номинации                                                                          | лучший спектакль                                                   | лучшая работа режиссёра                                            | лучшая роль | лучшая работа художника-постановщика                               |
|                                                                                              |                                                                    |                                                                    | |                                                                    |
| «Живой труп» Александринский театр, Санкт-Петербург                                          | зелёная ✓                                                          | Валерий Фокин                                                      | Марина Игнатова (Лиза Протасова) • Виталий Коваленко (Каренин)                                                                   | Александр Боровский                                                |
| «Жизнь и судьба» Академический Малый драматический театр — Театр Европы, Санкт-Петербург     | зелёная ✓                                                          | Лев Додин                                                          | Татьяна Шестакова (Анна Семеновна Штрум) • Сергей Курышев (Виктор Павлович Штрум)                                                | Алексей Порай-Кошиц                                                |
| «Король Лир» Театр «Сатирикон», Москва                                                       | зелёная ✓                                                          | Юрий Бутусов                                                       | Константин Райкин (Лир) | Александр Шишкин                                                   |
| «Много шума из ничего» Театр на Малой Бронной, Москва                                        | зелёная ✓                                                          | Константин Богомолов                                               | – | –                                                                  |
| «Пролетая над гнездом кукушки» Башкирский академический театр драмы имени Мажита Гафури, Уфа | зелёная ✓                                                          | Айрат Абушахманов                                                  | Алмас Амиров (Хардинг) • Хурматулл Утяшев (Макмерфи)                                                                             | –                                                                  |
|                                                                                              |                                                                    |                                                                    | |                                                                    |
| Конкурс спектаклей драматического театра (спектакль малой формы)                             |                                                                    |                                                                    | |                                                                    |
|                                                                                              |                                                                    |                                                                    | |                                                                    |
| «Гроза» Драматический театр имени А. С. Пушкина, Магнитогорск                                | зелёная ✓                                                          | Лев Эренбург                                                       | – | Алексей Вотяков                                                    |
| «Иванов» «Такой театр», Санкт-Петербург                                                      | зелёная ✓                                                          | Александр Баргман и Анна Вартаньян                                 | Виталий Коваленко (Иванов) | –                                                                  |
| «Иваны» Александринский театр, Санкт-Петербург                                               | зелёная ✓                                                          | Андрей Могучий                                                     | – | Александр Шишкин                                                   |
| «Игроки» Театр «Около дома Станиславского», Москва                                           | зелёная ✓                                                          | Алексей Левинский                                                  | Анатолий Егоров (Ихарев) | –                                                                  |
| «Июль» Театральный центр «Практика» и движение «Кислород», Москва                            | зелёная ✓                                                          | Виктор Рыжаков                                                     | Полина Агуреева | –                                                                  |
| «Последние» Театр юного зрителя, Нижний Новгород                                             | зелёная ✓                                                          | Вячеслав Кокорин                                                   | Леонид Ремнев (Иван Коломийцев)                                                                                                  | Лариса Наголова                                                    |
| «Рассказ о счастливой Москве» Театр под руководством Олега Табакова, Москва                  | зелёная ✓                                                          | Миндаугас Карбаускис                                               | Ирина Пегова (Москва Ивановна Честнова) • Александр Яценко (Механик Сарториус)                                                   | Мария Митрофанова                                                  |
| «Сиротливый запад» Театр «У Моста», Пермь                                                    | зелёная ✓                                                          | Сергей Федотов                                                     | – | –                                                                  |
| «Самое важное» «Мастерская Петра Фоменко», Москва                                            | зелёная ✓                                                          | Евгений Каменькович                                                | Мадлен Джабраилова (Изабелла) • Ксения Кутепова (Гальпетра, Фрау П., Тала) • Полина Кутепова (Царевна-Лягушка, мама, Туся, Лика) | –                                                                  |
| «Человек-подушка» Художественный театр имени А. П. Чехова, Москва                            | зелёная ✓                                                          | Кирилл Серебренников                                               | Анатолий Белый (Катуриан) | –                                                                  |

| Конкурс спектаклей театров оперы                                                                        | Конкурс спектаклей театров оперы | Конкурс спектаклей театров оперы | Конкурс спектаклей театров оперы                                                                               | Конкурс спектаклей театров оперы     | Конкурс спектаклей театров оперы | Конкурс спектаклей театров оперы    | Конкурс спектаклей театров оперы | Конкурс спектаклей театров оперы |
| --- | -------------------------------- | -------------------------------- | --- | ------------------------------------ | -------------------------------- | ----------------------------------- | -------------------------------- | -------------------------------- |
| |                                  |                                  | |                                      |                                  |                                     |                                  |                                  |
| Спектакль/номинации                                                                                     | лучший спектакль                 | лучшая работа режиссёра          | лучшая роль | лучшая работа художника-постановщика | лучшая работа художника по свету | лучшая работа художника по костюмам | лучшая работа дирижёра           | лучшая работа композитора        |
| |                                  |                                  | |                                      |                                  |                                     |                                  |                                  |
| «Борис Годунов» Большой театр, Москва                                                                   | зелёная ✓                        | Александр Сокуров                | Максим Пастер (Шуйский)                                                                                        | Юрий Купер                           | Дамир Исмагилов                  | Павел Каплевич                      | –                                | –                                |
| «Евгений Онегин» Большой театр, Москва                                                                  | зелёная ✓                        | Дмитрий Черняков                 | Татьяна Моногарова (Татьяна Ларина) • Андрей Дунаев (Ленский)                                                  | Дмитрий Черняков                     | Глеб Фильштинский                | Мария Данилова                      | –                                | –                                |
| «Евгений Онегин» Музыкальный театр имени К. С. Станиславского и Вл. И. Немировича-Данченко, Москва      | зелёная ✓                        | Александр Титель                 | Алексей Долгов (Ленский)                                                                                       | Давид Боровский                      | –                                | –                                   | –                                | –                                |
| «Енуфа» Мариинский театр, Санкт-Петербург                                                               | зелёная ✓                        | Василий Бархатов                 | Лариса Гоголевская (Дьячиха Бурыйя) • Ирина Матаева (Енуфа)                                                    | Зиновий Марголин                     | –                                | –                                   | –                                | –                                |
| «Леди Макбет Мценского уезда» Театр оперы и балета, Новосибирск                                         | зелёная ✓                        | Генрих Барановский               | Олег Видеман (Сергей)                                                                                          | Павел Добжицкий                      | –                                | –                                   | Теодор Курентзис                 | –                                |
| «Любовный напиток» Театр «Новая опера», Москва                                                          | зелёная ✓                        | Юрий Александров                 | Ольга Мирошникова (Адина) • Михаил Губский (Неморино)                                                          | –                                    | –                                | Вячеслав Окунев                     | Эри Клас                         | –                                |
| «Любовь поэта» Театр оперы и балета, Казань                                                             | зелёная ✓                        | Михаил Панджавидзе               | Ахмед Агади (Тукай)                                                                                            | –                                    | –                                | –                                   | Виктор Соболев                   | Резеда Ахиярова                  |
| «Маргарита» Театр оперы и балета, Саратов                                                               | зелёная ✓                        | –                                | – | –                                    | –                                | –                                   | Юрий Кочнев                      | Владимир Кобекин                 |
| «Пеллеас и Мелизанда» Музыкальный театр имени К. С. Станиславского и Вл. И. Немировича-Данченко, Москва | зелёная ✓                        | Оливье Пи                        | Софи Марен-Дегор (Мелизанда) • Жан-Себастьян Бу (Пеллеас) • Франсуа Ле Ру (Голо) • Дмитрий Степанович (Аркель) | Пьер-Андре Вейц                      | –                                | –                                   | Марк Минковски                   | –                                |
| «Свадьба Фигаро» Театр оперы и балета, Новосибирск                                                      | зелёная ✓                        | –                                | Вероника Джиоева (Графиня Розина)                                                                              | –                                    | –                                | –                                   | Теодор Курентзис                 | –                                |
| «Электра» Мариинский театр, Санкт-Петербург                                                             | зелёная ✓                        | Джонатан Кент                    | Лариса Гоголевская (Электра)                                                                                   | Пол Браун                            | Тим Митчел                       | –                                   | –                                | –                                |

| Конкурс спектаклей оперетты / мюзикла                              | Конкурс спектаклей оперетты / мюзикла | Конкурс спектаклей оперетты / мюзикла | Конкурс спектаклей оперетты / мюзикла                                                                | Конкурс спектаклей оперетты / мюзикла | Конкурс спектаклей оперетты / мюзикла | Конкурс спектаклей оперетты / мюзикла |
| ------------------------------------------------------------------ | ------------------------------------- | ------------------------------------- | --- | ------------------------------------- | ------------------------------------- | ------------------------------------- |
|                                                                    |                                       |                                       | |                                       |                                       |                                       |
| Спектакль/номинации                                                | лучший спектакль                      | лучшая работа режиссёра               | лучшая роль                                                                                          | лучшая работа художника-постановщика  | лучшая работа дирижёра                | лучшая работа композитора             |
|                                                                    |                                       |                                       | |                                       |                                       |                                       |
| «Баронесса Лили» Театр музыкальной комедии, Санкт-Петербург        | зелёная ✓                             | –                                     | Зоя Виноградова (Агата Иллишхази) • Валентина Кособуцкая (Кристина Иллишхази) • Иван Корытов (Фреди) | –                                     | –                                     | –                                     |
| «Самолет Вани Чонкина» Музыкальный театр, Хабаровск                | зелёная ✓                             | Владимир Оренов                       | Денис Желтоухов (Ваня Чонкин) • Владлен Павленко (Гладышев Кузьма)                                   | –                                     | –                                     | Владимир Дашкевич                     |
| «www.Силиконовая Дура.net» Театр музыкальной комедии, Екатеринбург | зелёная ✓                             | Кирилл Стрежнев                       | Мария Виненкова (Нора Исанина) • Светлана Кочанова (мать Мити) • Евгений Зайцев (Митя Агеев)         | Сергей Александров                    | Борис Нодельман                       | Александр Пантыкин                    |
| «Сильва» Театр музыкальной комедии, Новосибирск                    | зелёная ✓                             | Элеонора Титкова                      | Дмитрий Аверин (Бони) • Роман Ромашов (Эдвин)                                                        | –                                     | Эхтибар Ахмедов                       | –                                     |

| Конкурс спектаклей балета                                                                 | Конкурс спектаклей балета | Конкурс спектаклей балета                                                            | Конкурс спектаклей балета            | Конкурс спектаклей балета        | Конкурс спектаклей балета | Конкурс спектаклей балета                              |
| ----------------------------------------------------------------------------------------- | ------------------------- | ------------------------------------------------------------------------------------ | ------------------------------------ | -------------------------------- | ------------------------- | ------------------------------------------------------ |
|                                                                                           |                           |                                                                                      |                                      |                                  |                           |                                                        |
| Спектакль/номинации                                                                       | лучший спектакль          | лучшая роль                                                                          | лучшая работа художника-постановщика | лучшая работа художника по свету | лучшая работа дирижёра    | лучшая работа постановщика (балетмейстера/ хореографа) |
|                                                                                           |                           |                                                                                      |                                      |                                  |                           |                                                        |
| «Misericordes» Большой театр, Москва                                                      | зелёная ✓                 | Дмитрий Гуданов                                                                      | –                                    | –                                | –                         | Кристофер Уилдон                                       |
| «В комнате наверху» Большой театр, Москва                                                 | зелёная ✓                 | Наталья Осипова • Андрей Меркурьев                                                   | –                                    | –                                | –                         | –                                                      |
| «Класс-концерт» Большой театр, Москва                                                     | зелёная ✓                 | –                                                                                    | –                                    | –                                | –                         | –                                                      |
| «Корсар» Большой театр, Москва                                                            | зелёная ✓                 | Андрей Меркурьев (Бирбанто) • Николай Цискаридзе (Конрад)                            | Борис Каминский                      | Дамир Исмагилов                  | –                         | Алексей Ратманский и Юрий Бурлака                      |
| «Пробуждение Флоры» Мариинский театр, Санкт-Петербург                                     | зелёная ✓                 | Екатерина Осмолкина (Флора)                                                          | –                                    | –                                | –                         | Сергей Вихарев                                         |
| «Хореография Джерома Роббинса»: «Времена года», «Концерт» Театр оперы и балета, Пермь     | зелёная ✓                 | Ярослава Араптанова                                                                  | –                                    | –                                | –                         | –                                                      |
| «Чайка» Театр балета Бориса Эйфмана, Санкт-Петербург                                      | зелёная ✓                 | Олег Габышев (Треплев) • Юрий Смекалов (Тригорин)                                    | –                                    | –                                | –                         | Борис Эйфман                                           |
| «Чайка» Музыкальный театр имени К. С. Станиславского и Вл. И. Немировича-Данченко, Москва | зелёная ✓                 | Валерия Муханова (Заречная) • Оксана Кузьменко (Аркадина) • Дмитрий Хамзин (Треплев) | –                                    | –                                | Феликс Коробов            | –                                                      |
| «Шёпот в темноте» Театр оперы и балета, Новосибирск                                       | зелёная ✓                 | –                                                                                    | –                                    | –                                | –                         | –                                                      |
|                                                                                           |                           |                                                                                      |                                      |                                  |                           |                                                        |
| Конкурс спектаклей балета (современный танец)                                             |                           |                                                                                      |                                      |                                  |                           |                                                        |
|                                                                                           |                           |                                                                                      |                                      |                                  |                           |                                                        |
| «Кармен. Этюды» Художественный театр имени А. П. Чехова, Москва                           | зелёная ✓                 | –                                                                                    | –                                    | –                                | –                         | Алла Сигалова                                          |
| «Песни Комитаса» Танцевальная компания Натальи Каспаровой, Санкт-Петербург                | зелёная ✓                 | –                                                                                    | –                                    | –                                | –                         | –                                                      |
| «Безнадежные игры» «До-театр», Санкт-Петербург — Ахен                                     | зелёная ✓                 | –                                                                                    | –                                    | –                                | –                         | –                                                      |
| «После вовлеченности. Диптих. Часть 2» Театр «Провинциальные танцы», Екатеринбург         | зелёная ✓                 | –                                                                                    | –                                    | –                                | –                         | Татьяна Баганова                                       |
| «То, что я никому не сказал» Балет Евгения Панфилова, Пермь                               | зелёная ✓                 | Мария Тихонова                                                                       | –                                    | –                                | –                         | –                                                      |

| Конкурс спектаклей театров кукол                                        | Конкурс спектаклей театров кукол | Конкурс спектаклей театров кукол | Конкурс спектаклей театров кукол     | Конкурс спектаклей театров кукол                       |
| ----------------------------------------------------------------------- | -------------------------------- | -------------------------------- | ------------------------------------ | ------------------------------------------------------ |
|                                                                         |                                  |                                  |                                      |                                                        |
| Спектакль/номинации                                                     | лучший спектакль                 | лучшая работа режиссёра          | лучшая работа художника-постановщика | лучшая актёрская работа                                |
|                                                                         |                                  |                                  |                                      |                                                        |
| «Бобок» Театр кукол, Екатеринбург                                       | зелёная ✓                        | Григорий Лифанов                 | Андрей Ефимов                        | Герман Варфоломеев (Клиневич, лавочник)                |
| «Волшебное перышко» Театр марионеток им. Е. С. Деммени, Санкт-Петербург | зелёная ✓                        | Борис Константинов               | Александр Алексеев                   | –                                                      |
| «Маленький принц» Большой театр кукол, Санкт-Петербург                  | зелёная ✓                        | Руслан Кудашов                   | Алевтина Торик и Андрей Запорожский  | –                                                      |
| «Небесный аргамак» Театр кукол «Ульгэр», Улан-Удэ                       | зелёная ✓                        | Туяна Бадагаева                  | Павел Павлов                         | Арсалан Бидагаров (аргамак) • Оксана Лодоева (девушка) |

| Конкурс «Эксперимент» (поиск новых выразительных средств современного театра) | Конкурс «Эксперимент» (поиск новых выразительных средств современного театра) | Конкурс «Эксперимент» (поиск новых выразительных средств современного театра) |
| ----------------------------------------------------------------------------- | ----------------------------------------------------------------------------- | ----------------------------------------------------------------------------- |
|                                                                               |                                                                               |                                                                               |
| Спектакль/номинации                                                           | лучший спектакль                                                              | лучшая работа режиссёра                                                       |
|                                                                               |                                                                               |                                                                               |
| «Демон. Вид сверху» «Школа драматического искусства», Москва                  | зелёная ✓                                                                     | Дмитрий Крымов                                                                |
| «OPTIMUS MUNDUS» «Школа драматического искусства», Москва                     | зелёная ✓                                                                     | –                                                                             |
| «Всё» Театр «Тень», Москва                                                    | зелёная ✓                                                                     | –                                                                             |
| «Гобо. Цифровой глоссарий» Русский инженерный театр «АХЕ», Санкт-Петербург    | зелёная ✓                                                                     | –                                                                             |

### Лауреаты премии «Золотая маска» 2008 года
Председателем жюри драматического театра и театров кукол стал Алексей Бартошевич (зав. кафедрой истории зарубежного театра РАТИ (ГИТИС)), в члены жюри вошли Валерий Баринов (актёр), Фарид Бикчантаев (режиссёр), Юрий Гальперин (художник), Инга Оболдина (актриса), Анаит Оганесян (искусствовед), Елена Ковальская (критик), Владимир Лемешонок (актёр), Виктор Новиков (худ. рук. «Театра им. В. Ф. Комиссаржевской»), Елена Солнцева (критик), Леонид Хейфец (режиссёр), Виктор Шрайман (режиссёр), Игорь Ясулович (актёр).
Председателем жюри музыкальных театров выступил композитор Леонид Десятников, в члены жюри вошли Виктор Архипов (художник), Марина Багдасарян (критик), Евгений Бражник (дирижёр), Герард Васильев (певец), Вадим Гаевский (критик), Лейла Гучмазова (критик), Михаил Мугинштейн (музыковед), Алла Осипенко (артистка балета), Нина Семизорова (артистка балета), Александр Сибирцев (артист балета), Сергей Смирнов (хореограф), Алексей Фомкин (проректор по уч. работе Академии русского балета им. Вагановой), Ирина Яськевич (критик).
Церемония вручения премии «Золотая маска» состоялась 15 апреля в Музыкальном театре имени К. С. Станиславского и Вл. И. Немировича-Данченко. Церемонию вручения поставил главный режиссёр Геликон-оперы Дмитрий Бертман, между объявлениями лауреатов проходили дефиле манекенщиц Славы Зайцева. Конферансом занимались Дмитрий Певцов, Сергей Фролов и Евгений Стычкин, изображавших Воланда, Коровьева и Фагота.
Сергей Ходнев, корреспондент издания Коммерсант, назвал церемонию «худшим представлением фестиваля». К нему присоединились Анна Галайда, Олег Зинцов, Петр Поспелов (обозреватели газеты Ведомости), вдобавок назвав решения жюри «неравноценными: к музыкальному вердикту серьезных вопросов мало, к драматическому — больше». Удивление и негодование этих критиков вызвало присуждение магнитогорскому спектаклю «Гроза» режиссёра Льва Эренбурга победы в номинации «драматический спектакль малой формы». Светлана Наборщикова (газета Известия) написала, что решение жюри в номинации балет, «не то что удивило, а просто ошеломило». По её мнению основными претендентами на премию были «Корсар» Большого театра и «Чайка» Музыкального театра им. К. С. Станиславского и Вл. И. Немировича-Данченко, которые в итоге не получили ни одной «Золотой маски». Екатерина Бирюкова (Коммерсант) отметила, что «впервые наблюдалась реальная борьба в дирижёрской номинации, и даже не хватало Валерия Гергиева, давно отказавшегося выставлять свою кандидатуру в связи с отсутствием конкурентов».
Таблица лауреатов составлена на основании положения о премии (от октября 2000 года) и официального опубликованного списка лауреатов.
Легенда:
     — Лауреаты премий в основных номинациях

     — Лауреаты премий в частных номинациях

 — Премия не присуждалась
| Конкурс                                                           | Номинация                                                               | Победитель                                 | Произведение (роль)                                      | Театр (учреждение)                                                                |
| ----------------------------------------------------------------- | ----------------------------------------------------------------------- | ------------------------------------------ | -------------------------------------------------------- | --------------------------------------------------------------------------------- |
|                                                                   |                                                                         |                                            |                                                          |                                                                                   |
| Конкурс спектаклей драматического театра                          | Лучший спектакль большой формы                                          | «Жизнь и судьба»                           | «Жизнь и судьба»                                         | Малый драматический театр — театр Европы, Санкт-Петербург                         |
| Конкурс спектаклей драматического театра                          | Лучший спектакль малой формы                                            | «Гроза»                                    | «Гроза»                                                  | Драматический театр им. А. С. Пушкина, Магнитогорск                               |
| Конкурс спектаклей драматического театра                          | Лучшая работа режиссёра                                                 | Миндаугас Карбаускис                       | «Рассказ о счастливой Москве»                            | Театр п/р О. Табакова, Москва                                                     |
| Конкурс спектаклей драматического театра                          | Лучшая работа художника-постановщика                                    | Александр Шишкин                           | «Иваны»                                                  | Александринский театр, Санкт-Петербург                                            |
| Конкурс спектаклей драматического театра                          | Лучшая женская роль                                                     | Ирина Пегова                               | «Рассказ о счастливой Москве» (Москва Ивановна Честнова) | Театр п/р О. Табакова, Москва                                                     |
| Конкурс спектаклей драматического театра                          | Лучшая мужская роль                                                     | Константин Райкин                          | «Король Лир» (Лир)                                       | «Сатирикон», Москва                                                               |
|                                                                   |                                                                         |                                            |                                                          |                                                                                   |
| Конкурс спектаклей театров оперы                                  | Лучший спектакль                                                        | «Пеллеас и Мелизанда»                      | «Пеллеас и Мелизанда»                                    | Музыкальный театр имени К. С. Станиславского и Вл. И. Немировича-Данченко, Москва |
| Конкурс спектаклей театров оперы                                  | Лучшая работа режиссёра                                                 | Дмитрий Черняков                           | «Евгений Онегин»                                         | Большой театр, Москва                                                             |
| Конкурс спектаклей театров оперы                                  | Лучшая работа дирижёра                                                  | Марк Минковски                             | «Пеллеас и Мелизанда»                                    | Музыкальный театр имени К. С. Станиславского и Вл. И. Немировича-Данченко, Москва |
| Конкурс спектаклей театров оперы                                  | Лучшая женская роль                                                     | Лариса Гоголевская                         | «Электра» (Электра)                                      | Мариинский театр, Санкт-Петербург                                                 |
| Конкурс спектаклей театров оперы                                  | Лучшая мужская роль                                                     | Ахмед Агади                                | «Любовь поэта», (Тукай)                                  | Театр оперы и балета, Казань                                                      |
|                                                                   |                                                                         |                                            |                                                          |                                                                                   |
| Конкурс спектаклей оперетты / мюзикла                             | Лучший спектакль                                                        | «Самолет Вани Чонкина»                     | «Самолет Вани Чонкина»                                   | Музыкальный театр, Хабаровск                                                      |
| Конкурс спектаклей оперетты / мюзикла                             | Лучшая работа режиссёра                                                 | Кирилл Стрежнев                            | «www.Силиконовая дура.net»                               | Театр музыкальной комедии, Екатеринбург                                           |
| Конкурс спектаклей оперетты / мюзикла                             | Лучшая работа дирижёра                                                  | Борис Нодельман                            | «www.Силиконовая дура.net»                               | Театр музыкальной комедии, Екатеринбург                                           |
| Конкурс спектаклей оперетты / мюзикла                             | Лучшая женская роль                                                     | Валентина Кособуцкая                       | «Баронесса Лили» (Кристина Иллишхази)                    | Театр музыкальной комедии, Санкт-Петербург                                        |
| Конкурс спектаклей оперетты / мюзикла                             | Лучшая мужская роль                                                     | Владлен Павленко                           | «Самолет Вани Чонкина» (Гладышев Кузьма)                 | Музыкальный театр, Хабаровск                                                      |
|                                                                   |                                                                         |                                            |                                                          |                                                                                   |
| Конкурс спектаклей балета                                         | Лучший спектакль балета                                                 | «Пробуждение Флоры»                        | «Пробуждение Флоры»                                      | Мариинский театр, Санкт-Петербург                                                 |
| Конкурс спектаклей балета                                         | Лучший спектакль современного танца                                     | «После вовлеченности. Диптих. Часть 2»     | «После вовлеченности. Диптих. Часть 2»                   | «Провинциальные танцы», Екатеринбург                                              |
| Конкурс спектаклей балета                                         | Лучшая работа постановщика (балетмейстера/хореографа)                   | Сергей Вихарев                             | «Пробуждение Флоры»                                      | Мариинский театр, Санкт-Петербург                                                 |
| Конкурс спектаклей балета                                         | Лучшая работа дирижёра                                                  | N [ 15 ]                                   | N [ 15 ]                                                 | N [ 15 ]                                                                          |
| Конкурс спектаклей балета                                         | Лучшая женская роль                                                     | Наталья Осипова                            | «В комнате наверху»                                      | Большой театр, Москва                                                             |
| Конкурс спектаклей балета                                         | Лучшая мужская роль                                                     | Юрий Смекалов                              | «Чайка» (Тригорин)                                       | Театр балета Бориса Эйфмана, Санкт-Петербург                                      |
|                                                                   |                                                                         |                                            |                                                          |                                                                                   |
| Конкурс спектаклей театров кукол                                  | Лучший спектакль                                                        | «Волшебное перышко»                        | «Волшебное перышко»                                      | Театр марионеток им. Е. С. Деммени, Санкт-Петербург                               |
| Конкурс спектаклей театров кукол                                  | Лучшая работа режиссёра                                                 | Туяна Бадагаева                            | «Небесный аргамак»                                       | «Ульгэр», Улан-Удэ                                                                |
| Конкурс спектаклей театров кукол                                  | Лучшая работа художника                                                 | Александр Алексеев                         | «Волшебное перышко»                                      | Театр марионеток им. Е. С. Деммени, Санкт-Петербург                               |
| Конкурс спектаклей театров кукол                                  | Лучшая актёрская работа                                                 | N [ 15 ]                                   | N [ 15 ]                                                 | N [ 15 ]                                                                          |
|                                                                   |                                                                         |                                            |                                                          |                                                                                   |
| Из номинантов на звание «Лучший спектакль» — музыкальных театров  | Лучшая работа художника в музыкальном театре                            | Зиновий Марголин                           | «Енуфа»                                                  | Мариинский театр, Санкт-Петербург                                                 |
| Из номинантов на звание «Лучший спектакль» — музыкальных театров  | Лучшая работа художника по костюмам                                     | Мария Данилова                             | «Евгений Онегин»                                         | Большой театр, Москва                                                             |
| Из номинантов на звание «Лучший спектакль» — музыкальных театров  | Лучшая работа художника по свету                                        | Глеб Фильштинский                          | «Евгений Онегин»                                         | Большой театр, Москва                                                             |
| Из номинантов на звание «Лучший спектакль» — музыкальных театров  | Лучшая работа композитора                                               | Владимир Кобекин                           | «Маргарита»                                              | Театр оперы и балета, Саратов                                                     |
|                                                                   |                                                                         |                                            |                                                          |                                                                                   |
| Эксперимент поиск новых выразительных средств современного театра | Лучший спектакль                                                        | «Демон. Вид сверху»                        | «Демон. Вид сверху»                                      | Школа драматического искусства, Москва                                            |
|                                                                   |                                                                         |                                            |                                                          |                                                                                   |
| Специальные премии                                                |                                                                         |                                            |                                                          |                                                                                   |
|                                                                   |                                                                         |                                            |                                                          |                                                                                   |
| Специальные премии жюри                                           |                                                                         |                                            |                                                          |                                                                                   |
| Ансамбль исполнительниц женских ролей в спектакле                 | Мадлен Джабраилова, Ксения Кутепова, Полина Кутепова, Галина Кашковская | «Самое важное»                             | «Мастерская Петра Фоменко», Москва                       |                                                                                   |
| За возрождение «Александринского театра»                          | Валерий Фокин                                                           | Валерий Фокин                              | Александринский театр                                    |                                                                                   |
| За впечатляющие достижения в области музыкального аутентизма      | Теодор Курентзис                                                        | «Свадьба Фигаро»                           | Театр оперы и балета, Новосибирск                        |                                                                                   |
| За плодотворный синтез хореографии и драмы                        | Алла Сигалова                                                           | «Кармен. Этюды»                            | МХАТ им. А. П. Чехова, Москва                            |                                                                                   |
| Приз критики                                                      | «Иваны»                                                                 | «Иваны»                                    | Александринский театр, Санкт-Петербург                   |                                                                                   |
|                                                                   |                                                                         |                                            |                                                          |                                                                                   |
| За честь и достоинство                                            | Март Китаев • Зайтуна Насретдинова                                      | За поддержку театрального искусства России | За поддержку театрального искусства России               | губернатор Оренбургской области Алексей Чернышев                                  |